# Clairefougère
Clairefougère foi uma comuna francesa na região administrativa da Normandia, no departamento Orne. Estendia-se por uma área de 3,25 quilômetros quadrados. Em 2010 a comuna tinha 135 habitantes (densidade: 41,5 hab./km²).
Em 1 de janeiro de 2015, passou a formar parte da nova comuna de Montsecret-Clairefougère.